# Porcelaine de Paris
Vous pouvez aider à l'améliorer ou bien discuter des problèmes sur sa page de discussion.
- Il ne cite pas suffisamment ses sources. Vous pouvez indiquer les passages à sourcer avec {{référence nécessaire}} ou {{Référence souhaitée}}, et inclure les références utiles en les liant aux notes de bas de page. (Marqué depuis mars 2020)
- Il n’est pas rédigé dans un style encyclopédique. (Marqué depuis mars 2020)

- Archive Wikiwix
- Bing
- Cairn
- DuckDuckGo
- E. Universalis
- Gallica
- Google
- G. Books
- G. News
- G. Scholar
- Persée
- Qwant
- (zh) Baidu
- (ru) Yandex
- (wd) trouver des œuvres sur Wikidata

Porcelaine de Paris est une société française de manufacture de porcelaine, fondée par Jean-Marx Clauss le 11 avril 1822,.
Jean-Marx Clauss a voulu s'inspirer des grandes manufactures parisiennes de porcelaines du XVIIIe siècle comme Dihl et Guerhard, la manufacture de Clignancourt, la manufacture du faubourg Saint-Denis ou la maison Locré et sa manufacture de la Courtille, rue de la Fontaine-au-Roi à Paris.
Initialement spécialisée dans la création de pièces en porcelaine (objets décoratifs, vaisselle et arts de la table, horlogerie, bijouterie), c'est aujourd'hui[Quand ?] une société qui vend et qui exporte des sanitaires en céramique.
Les pièces sont réalisées dans le respect des traditions ancestrales et de la matière première, le kaolin, par les maîtres artisans de Porcelaine de Paris.
La manufacture est située dans le département du Pas-de-Calais en région Hauts-de-France. Elle est actuellement[Quand ?] dirigée par Pierre Orsini, gérant de la société Art et Styles Masalledebain.com, expert dans le domaine de la salle de bain et des matériaux.

## Histoire

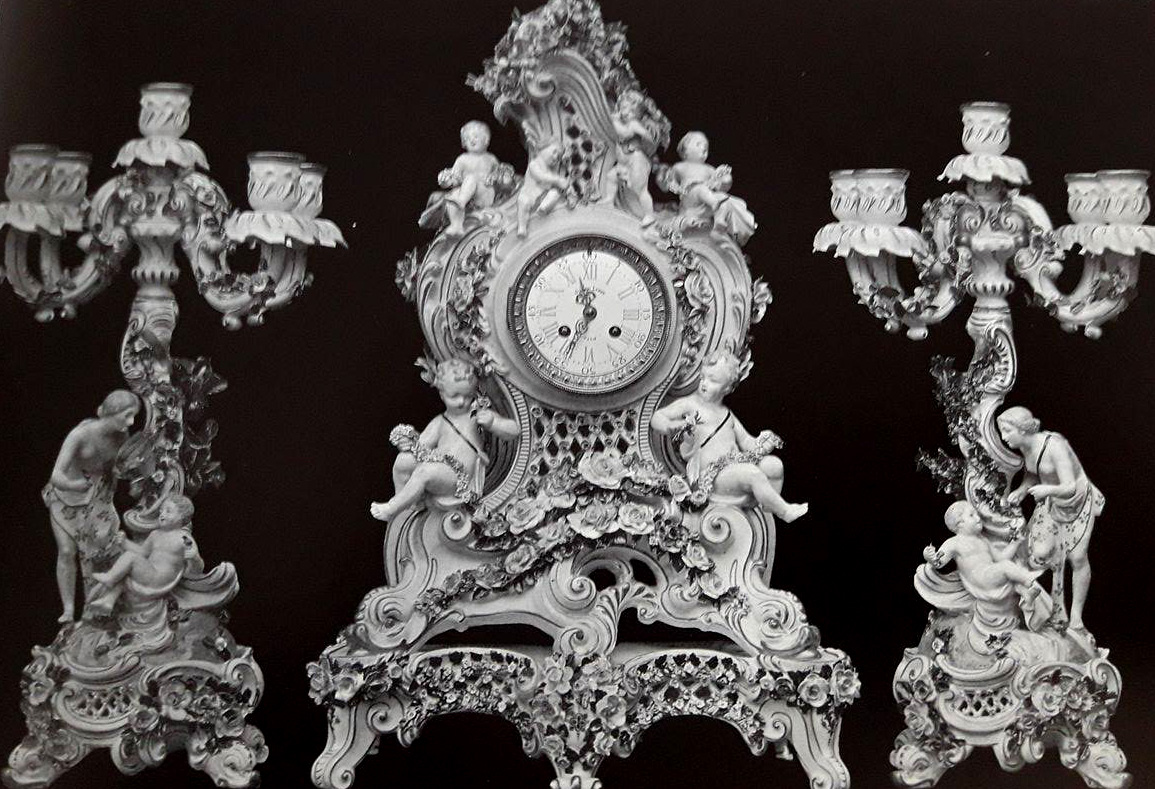
Création Clauss vers 1860.

En 1820, Jean-Marx Clauss, né en 1788 à Trèves en Rhénanie, d'une famille de potiers vient travailler à Paris comme tourneur sur porcelaine. Ensuite, il fait du négoce de porcelaine dans une boutique de la rue Saint-Antoine. C'est en 1829 qu'il lance sa propre manufacture dans un petit établissement au 8 rue de la Pierre-Levée.
Jean-Marx Clauss laisse à son fils Alphonse la manufacture en 1846. Eugène-Marx Clauss succède à son père Alphonse jusqu'en 1886. Il saisit l'opportunité d'acheter régulièrement des pièces à prix coûtant à la Manufacture de Sèvres pour compléter ses collections. Sa gérance est marquée par deux sortes de fabrications : l'une d'inspiration contemporaine et l’autre inspirée des chefs-d’œuvre du XVIIIe siècle produits par les manufactures orientales et européennes.
En 1887, Achille Bloch et Léon Bourdois entrent au capital de la manufacture Clauss. Au départ d'Eugène Clauss en 1890, ils deviennent seuls propriétaires jusqu'au départ de Bourdois en 1900 qui laisse la manufacture en pleine propriété à Achille Bloch. La collection évolue : garnitures de cheminée, vases, potiches, coffrets et bonbonnières aux formes multiples, bustes et statuettes, pommeaux de cannes, tasses et assiettes décoratives. Ce type de fabrication est suivi par Achille Bloch et Léon Bourdois jusqu'en 1900, puis Achille Bloch seul jusqu'en 1926. Il cède la manufacture à son fils Robert Bloch, qui déménage les fours et ateliers de production à Orval, du côté de Saint-Amand-Montrond dans le Cher en 1922. Les modes d'après-guerre orientent la direction vers de nouveaux choix de collections, plus modernes, de tendance Art déco. Robert Bloch devient le précurseur d'une ligne de céramiques sanitaires exportées à l'international.
Robert Bloch quitte la France en 1941. Il retrouve en 1945 Paul Molho à Paris et l'associe au capital de l'entreprise. Entouré d'une équipe de jeunes décoratrices diplômées des écoles d'art appliqué de Paris, Paul Molho ancre la firme dans la porcelaine de luxe. En 1950, la marque « Porcelaine de Paris » est créée, avec un logotype composé de deux flèches qui est apposé sur la production avec la mention « France ». « Porcelaine de Paris » participe aux grandes expositions professionnelles de Paris, Francfort, Milan, Stockholm, Londres, Abou Dabi et Tokyo.
En 1991, Doublet, le français leader mondial de la fabrication de drapeaux reprend l'entreprise. Il installe la production dans le Nord-Pas-de-Calais et développe des collections contemporaines autour des accessoires de salle de bain.
Maryvonne Beauchêne via la société Modéa, reprend la marque « Porcelaine de Paris » en 2004[réf. nécessaire].
Depuis 2017, la marque « Porcelaine de Paris » est reprise par Pierre Orsini, gérant de la société Art et Styles. Les collections évoluent vers les arts de la table, l'horlogerie et la bijouterie de luxe (bagues et bracelets).

## Pièces historiques de Porcelaine de Paris

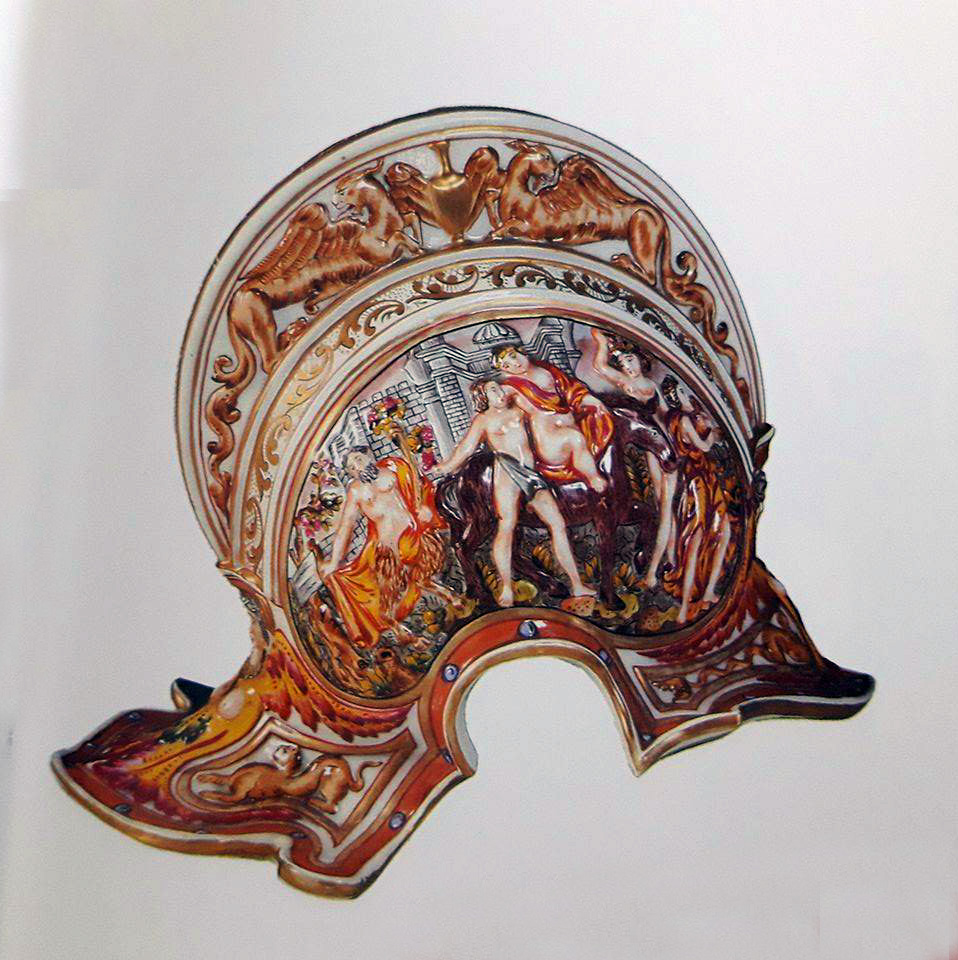
Création 1898 Achille Bloch.

- La revue L'Industrie a réuni dans un ouvrage publié dès 1834 les porcelaines qui eurent le plus de succès. Parmi elles figure un service à thé de « Monsieur Clauss ». Il s’agit de la fameuse forme de tasse évasée à petites facettes, dont les pièces sont massivement rectangulaires à pans coupés. C’est aujourd'hui le service le plus populaire du « Vieux Paris », retrouvé chez tous les antiquaires du XIXe siècle.
- Le casque « Capo di Monte » créé en 1898 par Achille Bloch comme objet décoratif d’après le casque d'apparat de Philippe II du Musée de l'Armée à Madrid fut l'incarnation du style « Renaissance Italienne », dans tous les pays méditerranéens et en Amérique latine de 1880 à 1960.
- Le groupe « Le Bénédicte », partie d'une série de 14 groupes d’après les tableaux de Chardin, créés à la demande d’Achille Bloch entre 1907 et 1909 fut fabriqué jusqu'en 1970.
- La bouteille Montesson, est une porcelaine à la monture bronze de fabrication Achille Bloch. Elle figure aujourd’hui au Louvre, au département des Objets d'Arts en porcelaine chinoise.
- Le Vase Thomire, (hauteur 1,12 mètre) est le vase le plus coûteux fabriqué par Porcelaine de Paris, par Achille Bloch entre 1906 et 1914. Il s'agit d’une réplique à l'échelle 2/3 des vases destinés à l'appartement de Louis XVI à Versailles.
- Le poisson-chat et Le chat assis, sont deux œuvres du sculpteur suisse Édouard-Marcel Sandoz éditées par Porcelaine de Paris pour l'Exposition des Arts-Déco de 1925. Le poisson-chat est actuellement[évasif] au musée des arts décoratifs, rue de Rivoli à Paris.
- Dans les années 1960, Porcelaine de Paris fait appel au céramiste Robert Deblander, qui crée le service à table « Biennale », exposé au musée des Arts décoratifs.
- De 1960 à 1980, trois décors marque l'histoire de Porcelaine de Paris : « Gibier », « Fruit Sauvage » et « Quatre Saisons ».

## Les gammes
De 1829 à 2017, Porcelaine de Paris traverse les styles. Le Baroque, le Louis XVI, le néoclassique, le Directoire-Pompéien, l’Égypto-impérial, le Louis XVIII-restauré, le Rococo, l’Art Déco, ou encore le Contemporain.

### Les décors
Les décors les plus courants sont les semis de fleurs multicolores et les compositions faites de bleuets bleus et verts, accompagnés de filets festonnés. On retrouve également beaucoup le décor « brindille », décor favoris des cabarets et auberges.  
Les motifs orientaux, d’inspiration chinoise font figure de proue dans les décors de Porcelaine de Paris. L’ensemble de la collection est orné de scènes et paysages, de portraits, de personnages de la mythologie, de fonds or ou de fonds couleurs.

### Les pièces traditionnelles
Porcelaine de Paris est à l’origine de nombreuses déclinaisons autour des arts de la table : assiettes, plats, tasses, cafetières, soupières.
Parmi les objets décoratifs, le choix est large : cache-pots évasés, vases, urnes, bustes, groupes et statuettes en biscuit (porcelaine blanche, cuite, mais non émaillée), cruches, pendules.

### La gamme contemporaine
Porcelaine de Paris développe de nouvelles gammes en ouvrant l’univers de la porcelaine à d’autres horizons. Les deux tiers de la fabrication s’orientent vers des collections d’arts de la table au design contemporain et des collections en horlogerie / bijouterie avec déclinaison de montres, bagues et bracelets en porcelaine. Le tiers restant rassemble les objets décoratifs de salle de bain, avec une série de céramiques sanitaires aux décors avant-gardistes.